# IC 3284
IC 3284 је спирална галаксија у сазвјежђу Дјевица која се налази на листи објеката дубоког неба у Индекс каталогу.
Деклинација објекта је + 10° 50' 19" а ректасцензија 12h 24m 37,5s. Привидна величина (магнитуда) објекта IC 3284 износи 14,5 а фотографска магнитуда 15,3. IC 3284 је још познат и под ознакама CGCG 70-55, VCC 736, PGC 40400.